# Jorge Cantú
Pour les articles homonymes, voir Cantu.
Jorge Luís Cantú Guzmán (né le 30 janvier 1982 à McAllen, Texas, États-Unis) est un joueur d'avant-champ au baseball qui évolue dans les Ligues majeures de 2004 à 2011.

## Carrière

### Devil Rays de Tampa Bay
Jorge Cantú signe son premier contrat en 1998 avec la franchise des Devil Rays de Tampa Bay. Il fait ses débuts dans les majeures le 17 juillet 2004 avec cette équipe et maintient une moyenne au bâton de ,301 en 50 parties à sa saison initiale.
Cantú joue surtout au poste de deuxième but avec les Rays après la retraite de Roberto Alomar durant le camp d'entraînement de 2005. Cette saison-là, il s'impose avec 28 coups de circuit et 117 points produits, en plus de maintenir une moyenne au bâton de ,286 en 150 parties jouées. Il totalise 171 coups sûrs, dont 40 doubles. Le joueur d'avant-champ des Devil Rays reçoit quelques votes au scrutin du joueur par excellence de la Ligue américaine de baseball. Il établit un nouveau record de franchise pour le nombre de points produits en une saison, abattant la marque de 107 établie par Aubrey Huff l'année d'avant. La marque de Cantú sera dépassée en 2007 par Carlos Pena.
Ses statistiques offensives chutent toutefois de manière importante en 2006, alors qu'il ne produit que 62 points en 107 parties. Sa moyenne descend à ,249 et il cogne la moitié moins de circuits que l'année précédente, soit 14. 

### Reds de Cincinnati
Après 25 matchs joués en 2007, Tampa Bay l'échange aux Reds de Cincinnati. Il ne joue que 27 matchs pour les Reds avant d'être libéré de son contrat.

### Marlins de la Floride

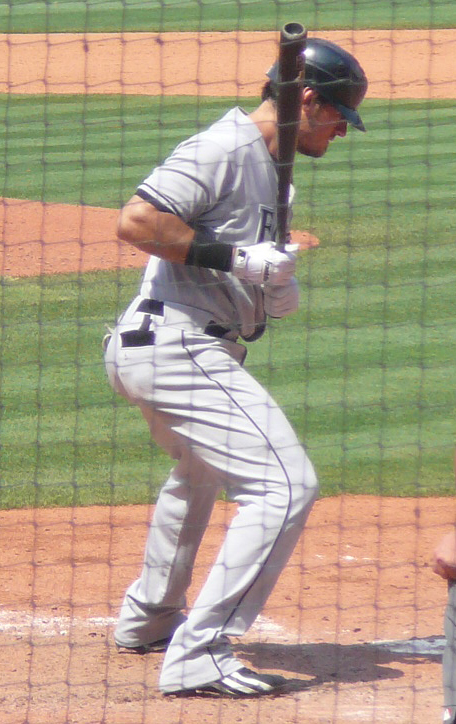
Jorge Cantú avec les Marlins en 2008.

En décembre 2007, Jorge Cantú signe comme agent libre avec les Marlins de la Floride. Au cours de ces trois premières saisons là-bas, l'équipe le fait alterner en défensive entre le premier et le troisième but. En attaque, Cantú relance sa carrière avec 29 circuits (un record personnel) et 95 points produits en 2008.
En 2009, il affiche sa meilleure moyenne au bâton (,289) en carrière pour une saison complète, réussit 16 circuits et atteint les 100 points produits pour la deuxième fois depuis son entrée dans les majeures.
Le 12 avril 2010, il égale le record d'équipe détenu par Cliff Floyd depuis la saison 2001 en obtenant au moins un coup sûr et un point produit dans chacune des sept premières parties du calendrier régulier. Le 13 avril, il établit un record d'équipe en plus de devenir le premier joueur des majeures depuis George Kelly en 1921 à frapper au moins un coup sûr et produire au moins un point dans les huit premières parties de la saison. Il établit enfin un record de 10 parties consécutives avec un coup sûr et un point produit en début de saison, une séquence qui prend fin le 17 avril contre Philadelphie.

### Rangers du Texas
Le 29 juillet 2010, les Rangers du Texas font l'acquisition de Jorge Cantu en retour de deux lanceurs droitiers des ligues mineures, Evan Reed et Omar Poveda. Il complète sa saison avec une moyenne au bâton de ,256, 11 coups de circuit et 56 points produits au total. 
Il participe aux séries éliminatoires, incluant la Série mondiale 2010, avec les Rangers, mais ne frappe aucun coup sûr en huit apparitions au bâton.

### Padres de San Diego
Le 26 janvier 2011, Cantú rejoint les Padres de San Diego, avec qui il signe un contrat d'une saison. Le 15 juin, les Padres le libèrent de son contrat mais Cantú doit d'abord passer par la procédure de ballottage. Aucune autre équipe ne le réclame et il devient agent libre. Cantú a une moyenne au bâton de ,194 après 57 parties pour San Diego en 2011.
Le 30 juillet 2011, il signe un contrat des ligues mineures avec les Rockies du Colorado et passe le reste de la saison en Triple-A avec Colorado Springs dans la Ligue de la côte du Pacifique.

### Angels de Los Angeles
En janvier 2012, Cantú rejoint les Angels de Los Angeles d'Anaheim mais n'est pas retenu par l'équipe. Après avoir passé l'année en ligues mineures avec un club-école des Angels, il rejoint les Tigres de Quintana Roo de la Ligue mexicaine de baseball en 2013.

### International
Né dans le sud du Texas, aux États-Unis, près de la frontière mexicaine, Cantú a grandi au Mexique et s'est aligné avec l'équipe de ce pays aux Classiques mondiales de baseball de 2006 et 2009.